# Muttekopf (Reutte)
Muttekopf är en bergstopp i Österrike.   Den ligger i distriktet Reutte och förbundslandet Tyrolen, i den västra delen av landet, 500 km väster om huvudstaden Wien. Toppen på Muttekopf är 2 431 meter över havet, eller 177 meter över den omgivande terrängen. Bredden vid basen är 1,1 km.
Terrängen runt Muttekopf är huvudsakligen bergig. Runt Muttekopf är det ganska glesbefolkat, med 26 invånare per kvadratkilometer.. Närmaste större samhälle är Mittelberg, 12,8 km väster om Muttekopf. 
Trakten runt Muttekopf består i huvudsak av gräsmarker.